# Kígyós Sándor (filmrendező)
Kigyós Sándor (Hajdúszoboszló, 1939. május 25. – 2018. február 6.) Balázs Béla-díjas magyar filmrendező.

## Életpályája
Apja vasúti pályaőr volt. 1962-ben végzett a Színház- és Filmművészeti Egyetemen, majd 1963-ban kezdett dolgozni a Magyar Rádió és Televízió Szórakoztató Osztályán, Deák István I. asszisztenseként. 1964-ben rendező lett a Szórakoztató Főszerkesztőségen, majd 1965-ben átkerült az Aktuális Főszerkesztőségre. A Politikai Adások Főszerkesztőségén dokumentum-, portré- és riportfilmeket rendezett, több helyszínes, élőkapcsolásos magazinműsorokat készített.
Pályája kezdetén, a hatvanas évek végén, hetvenes évek elején, első-asszisztensi feladatokat is vállalt, művészeti területen dolgozó neves tévérendezők – Zsurzs Éva, Mihályfi Imre, Szőnyi G. Sándor – mellett. 1965-ben A helység kalapácsa című tévéfilmben (Petőfi Sándor elbeszélő költeménye alapján), 1970-ben az Őrjárat az égen című négyrészes tévéfilm sorozatban, és 1974-ben a Mocorgó című tévéfilmben.
A hetvenes évek elején került az Aktuális Főszerkesztőségre. Akkoriban indultak A Hét, a Kékfény, a Kulturális körkép és a Falujáró kamera című sorozat.
Egy tízéves szerencsés periódusban, 1975–1985 között, Radványi Dezső szerkesztővel, Butskó György operatőrrel és Srankó Géza gyártásvezetővel bejárta a világot, az ott élő magyarokról 26 filmet forgattak. Ez idő alatt, 1981–1991 között, főszerkesztő-helyettesi funkciót is ellátott. 1991-ben kinevezték vezető rendezőnek, 1995-ben főrendezőnek. 1997-től 1999-ig, nyugdíjba vonulásáig a Sajtó- és Kommunikációs Főosztály vezetőjeként dolgozott.

## Főbb rendezései
- Fórum – politikai „telefonos” élőműsor sorozat (1968-tól)
- Kékfény – bűnügyi magazin – rendező (1966–1976 között)
- A Hét – politikai hírmagazin (1970-től) – egyik rendező (1970–1982)
- Kuba közelről – riportfilm (1972)
- Különös vadászat (1972)
- Megkérdezzük a minisztert – riport sorozat (1979–1982)
- Hírháttér – tematikus belpolitikai háttérműsor (1984–1992)

## Díjai
- Haza Szolgálatáért Érdemérem arany fokozat
- Balázs Béla-díj III. fokozat (1972)
- SZOT-díj (1975)
- Szakszervezeti Munkáért Oklevél
- Árvízvédelmi Emlékérem
- Szocialista Kultúráért
- Munka Érdemrend arany fokozat (1988)